# Coleoptera
I coleotteri (Coleoptera Linnaeus, 1758) sono un ordine di insetti che, con 350 000 specie raggruppate in 24 superfamiglie e 235 famiglie, costituiscono il più grande ordine tra tutti gli organismi viventi sul pianeta, vegetali compresi. Si suppone che sul pianeta vivano almeno altrettante specie o molte ancora non conosciute, con un centinaio di specie scoperte annualmente. Secondo l'entomologo Ermenegildo Tremblay, il numero di specie compreso nell'ordine dei coleotteri sarebbe superiore al numero di tutte le altre specie animali. 
Sono diffusi in tutti i continenti della Terra tranne che in Antartide. La loro comparsa risale a circa 280 milioni di anni fa. La struttura del corpo dei coleotteri è, come per gli altri insetti, suddivisa in capo, torace e addome. Quasi tutti i coleotteri possiedono ali, spesso adatte al volo. Queste sono ricoperte da un altro paio di ali molto rigide dette elitre, che svolgono un ruolo di protezione. Con una lunghezza media di 170 mm, Titanus giganteus (nativo dell'Amazzonia) è la specie più grande di coleotteri al mondo, mentre al genere Goliathus appartengono i più pesanti, potendo arrivare anche a 100 grammi di peso. Delle circa 8 000 specie europee, il più grande è il cervo volante (Lucanus cervus). Sono coleotteri anche la coccinella, lo scarabeo e la lucciola.

## Etimologia
Il nome Coleoptera (dal greco antico: κολεόπτερος?, koleópteros) fu coniato da Aristotele ed è costituito dai termini κολεόν, koleón («guaina», «fodero») e πτερόν pterón («ala»). Infatti, le ali anteriori di questi insetti, dette elitre da ἔλυτρον élytron («involucro»), sono fortemente sclerificate e quindi non svolgono più la funzione del volo ma proteggono le ali posteriori e l'addome.

## Paleontologia

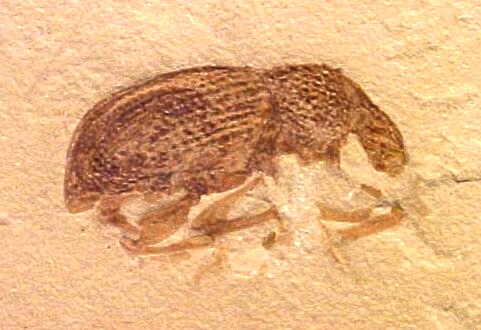
Un Curculionide fossile del Terziario.

I coleotteri sono noti come fossili già dal Permiano (circa 280 milioni di anni fa) attraverso esemplari conservati su pietra. Fossili più recenti e molto noti sono quelli conservati nell'ambra, all'interno delle quali sono stati riscontrati già molti generi presenti oggi.

## Descrizione

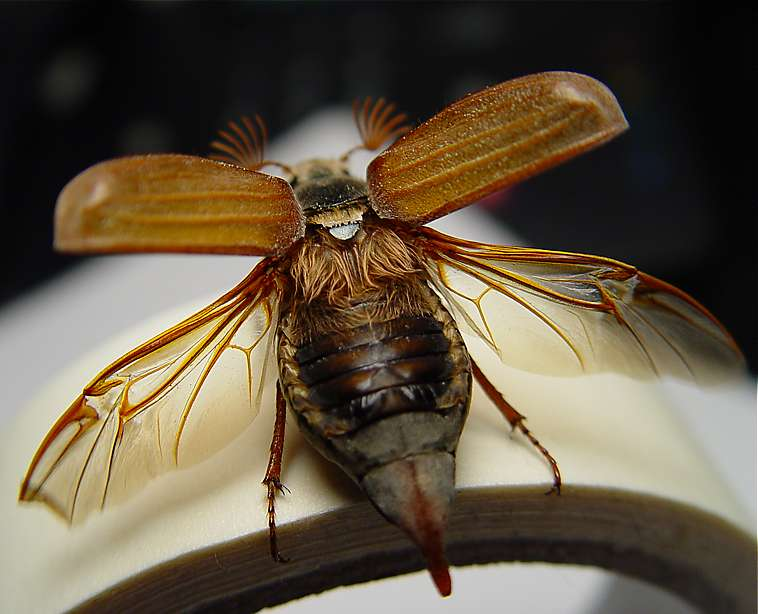
Maggiolino in volo mostrante le elitre e le ali posteriori.

Considerando la diversità e numerosità di specie, l'anatomia dei coleotteri è piuttosto uniforme. Il corpo, come quello degli insetti in genere, è diviso in tre sezioni: il capo, il torace e l'addome. In generale, i coleotteri hanno un esoscheletro particolarmente duro e ali anteriori (dette elitre) dure, sclerificate, che coprono la parte posteriore del corpo e proteggono le ali posteriori. Le elitre non sono usate per volare, ma devono essere sollevate per scoprire e muovere le ali posteriori; quando l'insetto si posa, le ali posteriori vengono nuovamente ripiegate sotto le elitre.
In alcuni casi, tipicamente in famiglie come i Carabidi, i Curculionidi e i Crisomelidi si è persa la capacità di volare e con essa le ali posteriori si sono ridotte a moncherini o sono scomparse del tutto (atterismo). In poche famiglie, come i Fengodidi, si è persa non solo la capacità di volare, ma anche le elitre stesse. Le dimensioni variano da meno di un millimetro fino ai 15-18 cm. Gli occhi sono composti e possono presentare adattamenti speciali, come nel caso dei Girinidi, in cui sono divisi per consentire la vista sia sopra che sotto il livello dell'acqua. Le antenne possono variare fortemente: possono essere filiformi, claviformi, flabellate o genicolate. La respirazione è garantita da un sistema di trachee diffuse in tutto l'addome.

## Biologia
I coleotteri sono insetti olometaboli, con metamorfosi completa. Insetti anfigonici ed ovipari (ma non mancano casi di partenogenesi), il loro sviluppo è olometabolico, con variazioni spesso in direzione dell'ipermetabolia o della criptometabolia. Le uova sono minuscole e possono essere vivacemente colorate. Vengono deposte in ammassi, in numero variabile da alcune dozzine ad alcune migliaia per femmina. Le larve che emergono dall'uovo vivono all'aperto, entro materie organiche (legno, erbe, escrementi), in acqua o sottoterra. Il periodo larvale in alcune specie dura parecchi anni. Al termine del periodo larvale, le larve si impupano e dopo qualche giorno dalla pupa emerge l'adulto, la cui vita può durare poche settimane o diversi anni, secondo le specie. Sono presenti vari tipi di larve, la varietà dipende dalla nicchia trofica occupata; esistono, quindi, larve oligopoda, onisciforme e apoda. Alcuni coleotteri (p.es. i Meloidi) hanno trasformazioni speciali (ipermetamorfosi). 
Alcuni adulti sono predatori e uccidono altri insetti (o più raramente altre categorie di animali); altri sono fitofagi (si nutrono di piante), saprofagi (si nutrono di materiale vegetale in decomposizione), coprofagi (si nutrono di escrementi), ecc. Alcune specie hanno grande impatto sull'economia umana, perché danneggiano le colture (ad esempio il maggiolino, la dorifora), i manufatti (ad esempio i tarli) o gli alimenti. Di particolare rilevanza sono i danni causati dai coleotteri xilofagi alle piante d'interesse forestale, appartenenti a diversi raggruppamenti (Scolitidi, Cerambicidi, Buprestidi, ecc.). La maggior parte dei danni sono causati dalle larve. Esistono però anche coleotteri utili alle pratiche agricole, come la maggior parte dei Coccinellidi, sfruttati nella lotta biologica. Sono circa 40 le famiglie di coleotteri comprendenti insetti ausiliari.

## Distribuzione e habitat
I coleotteri hanno una distribuzione cosmopolita, essendo diffusi in tutto il mondo a eccezione delle regioni polari.

## Tassonomia
La complessità di questo raggruppamento, pur omogeneo, e le parziali conoscenze a tutt'oggi raggiunte, fanno sì che la sistematica interna dei coleotteri sia in continua revisione.
L'ordine Coleoptera è suddiviso in 5 sottordini (Protocoleoptera, Archostemata, Myxophaga, Adephaga e Polyphaga), comprendenti le seguenti famiglie:
- Sottordine Protocoleoptera †

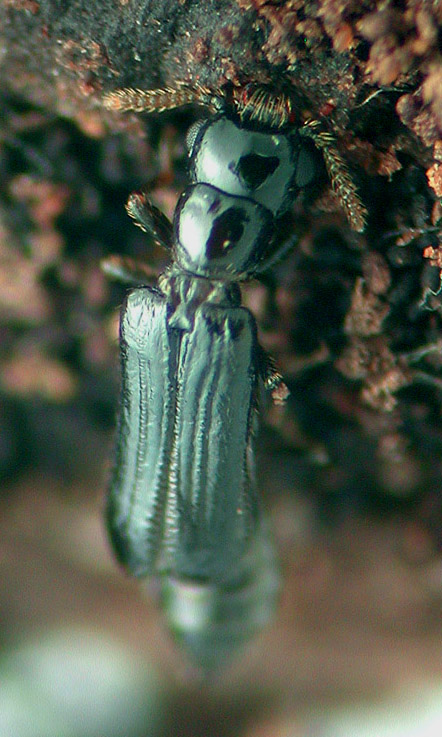
Micromalthus debilis
Micromalthidae

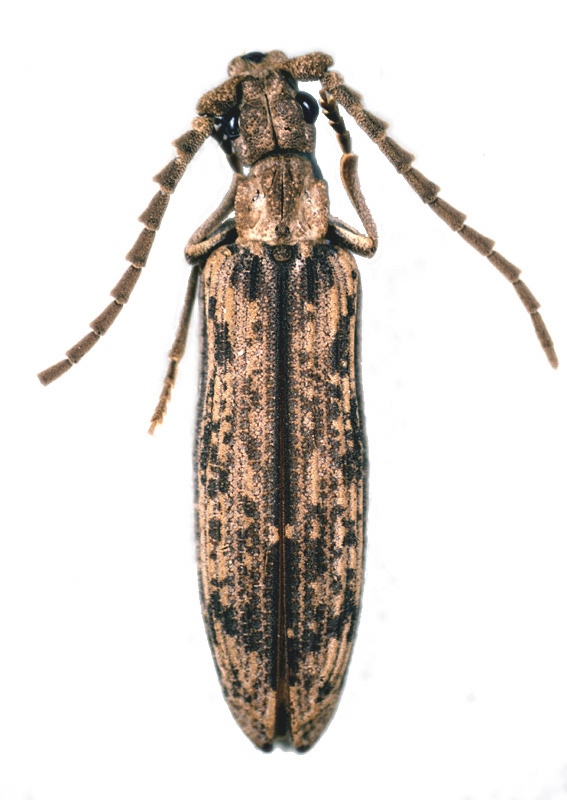
Prolixocupes latreillei
Cupedidae

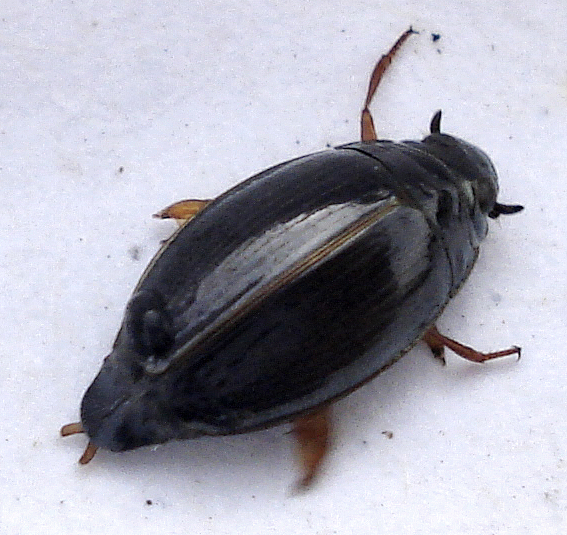
Gyrinus natator
Gyrinidae

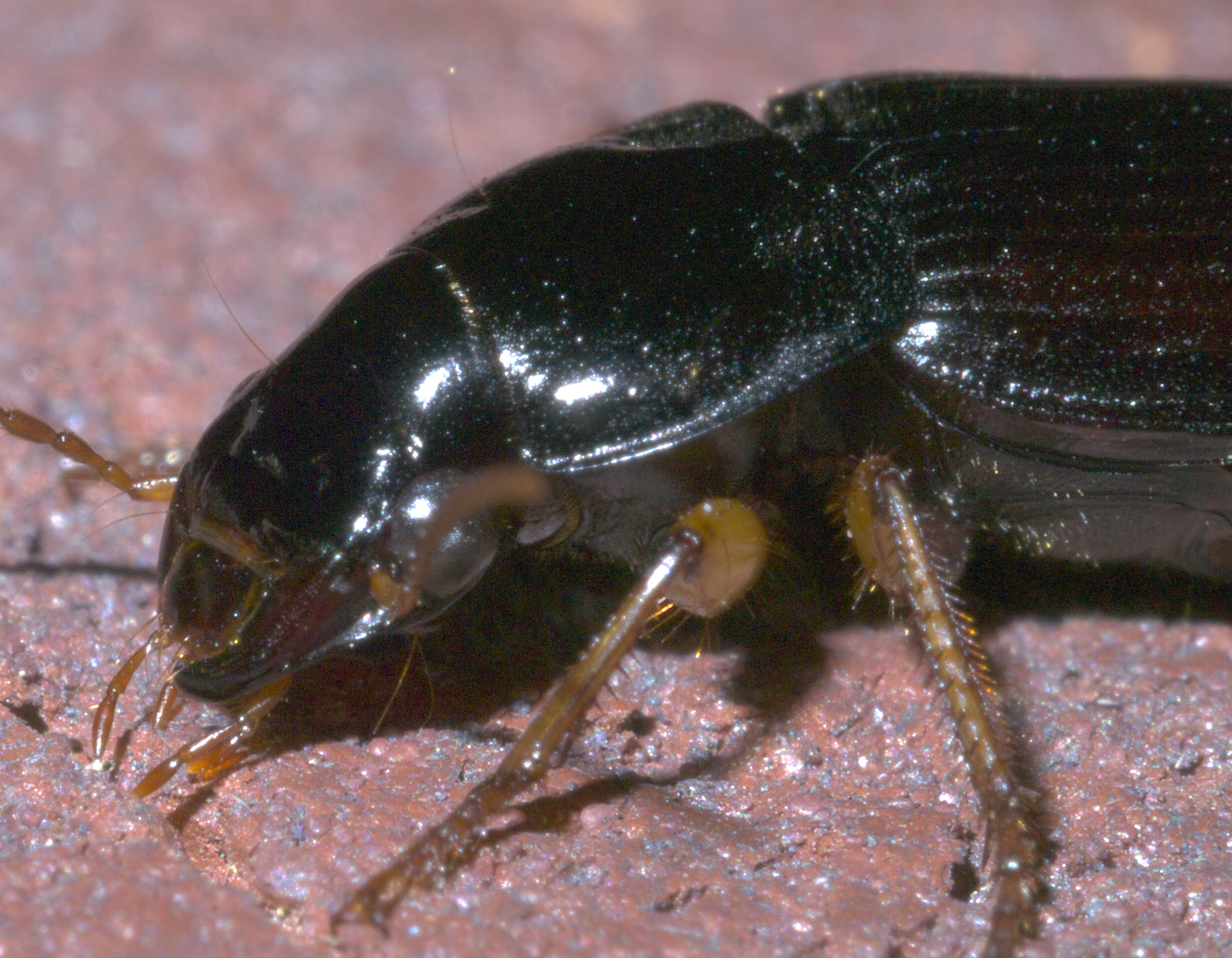
Harpalus sp.
Carabidae

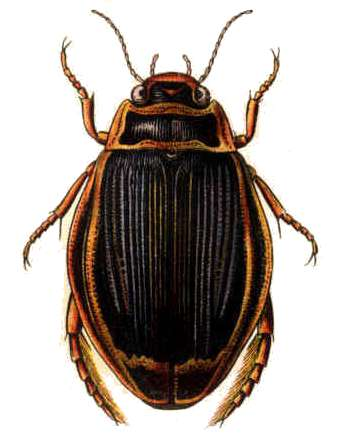
Dytiscus latissimus
Dytiscidae

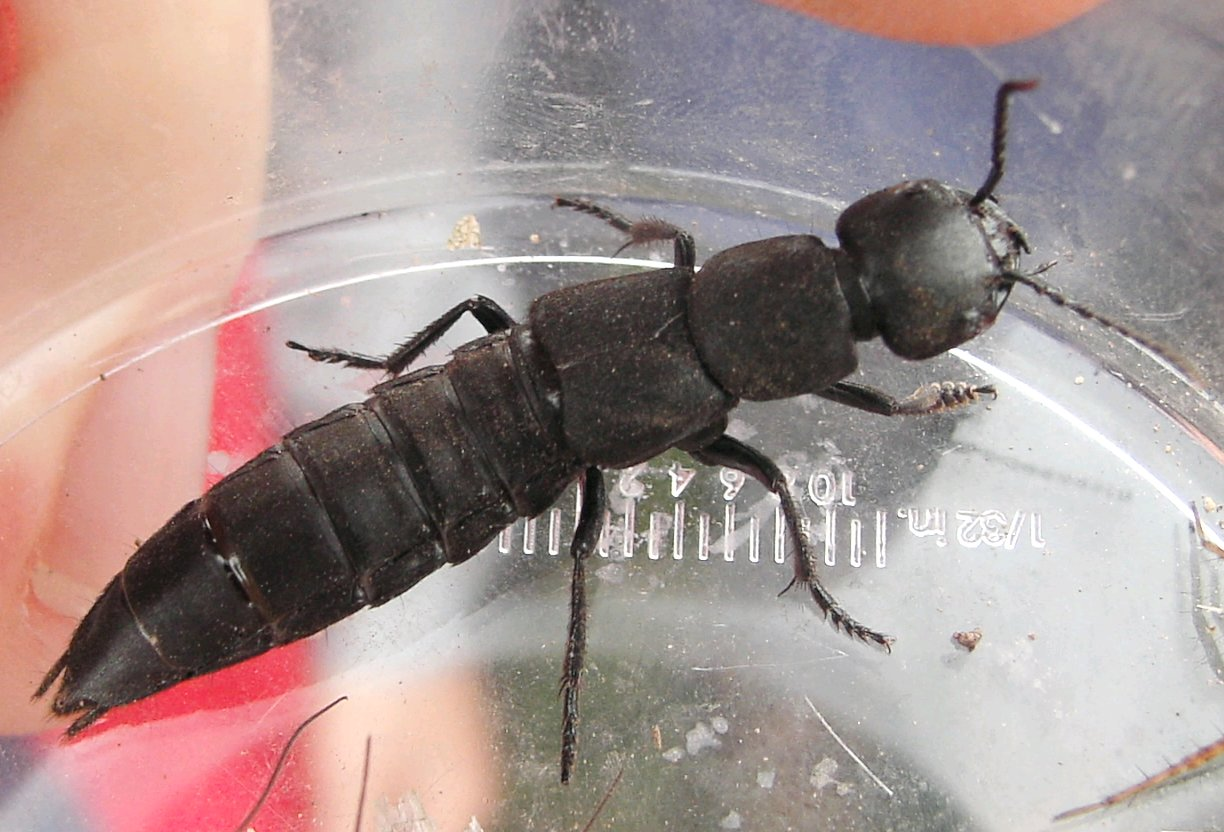
Ocypus olens
Staphylinidae

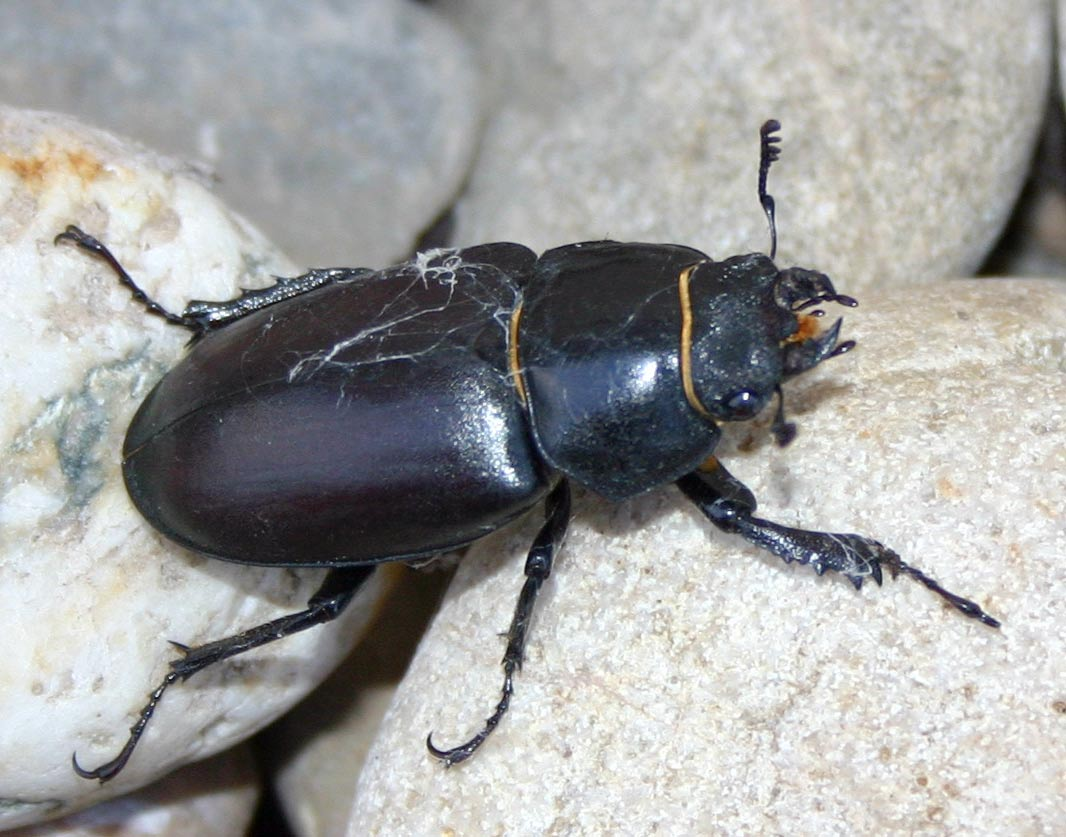
Lucanus cervus
Lucanidae

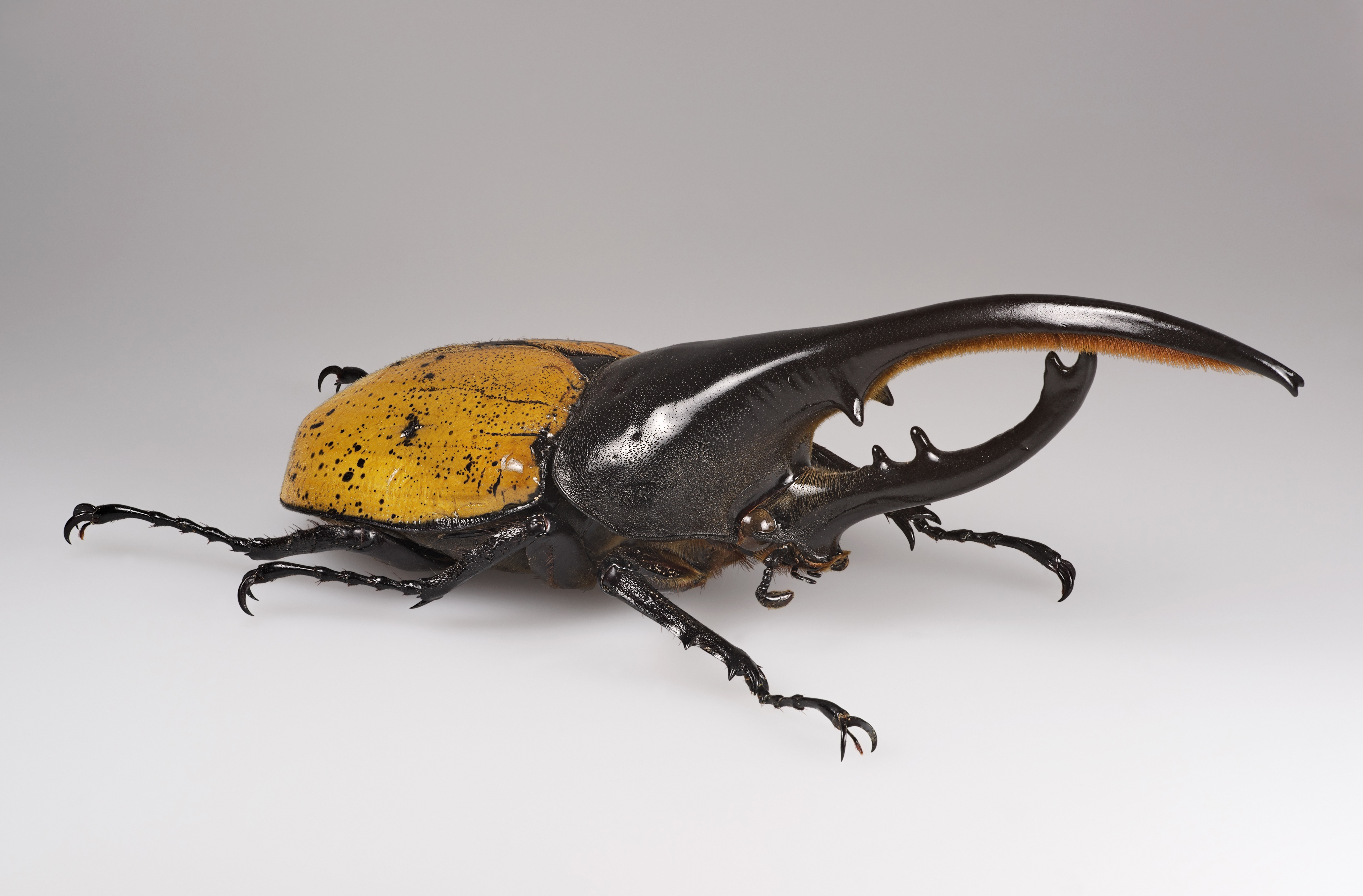
Dynastes hercules
Scarabaeidae

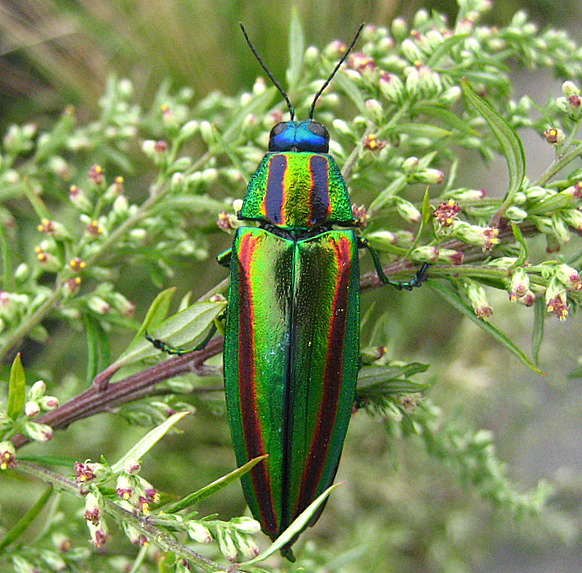
Chrysochroa fulgidissima
Buprestidae

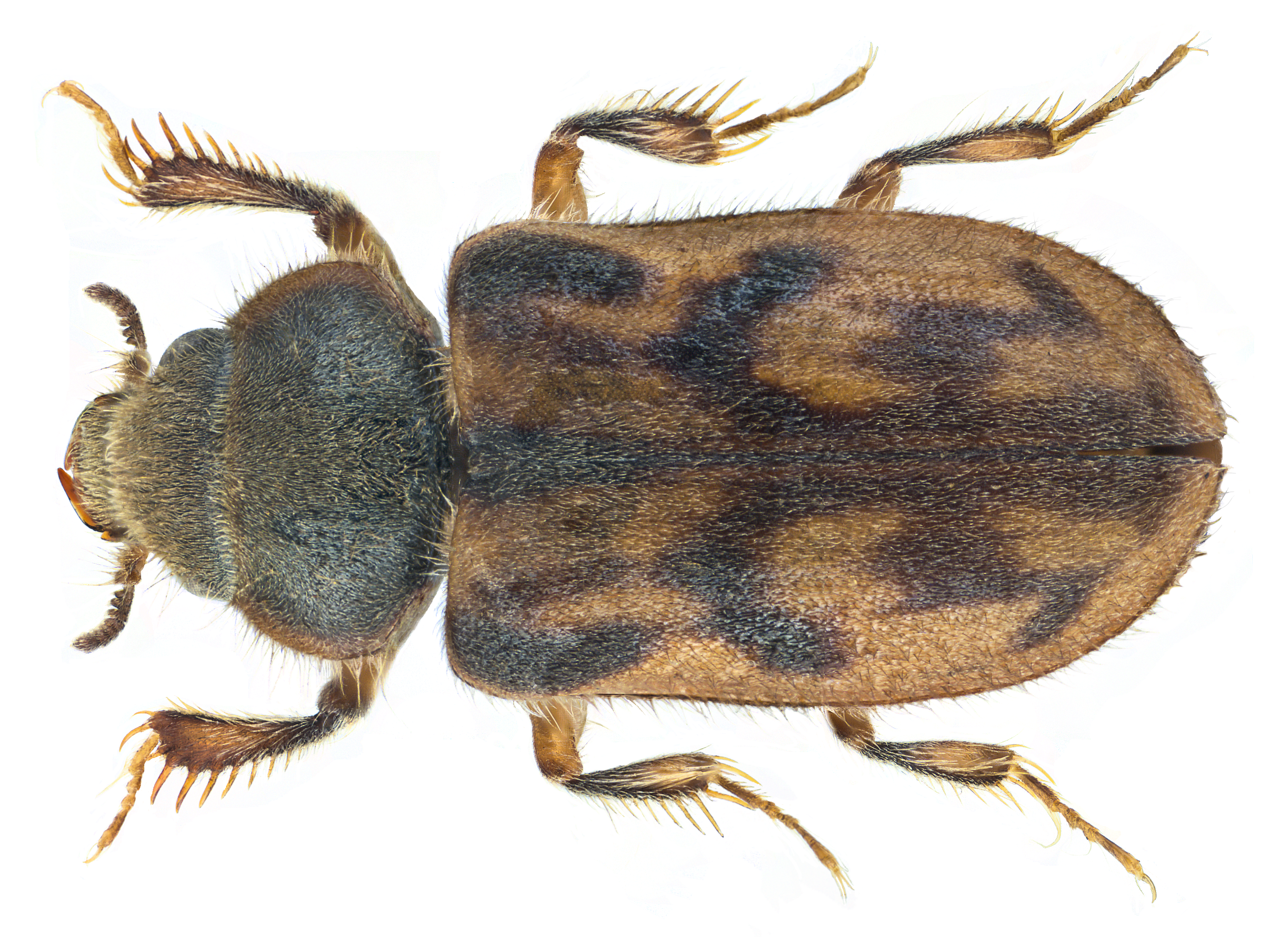
Heterocerus fenestratus
Heteroceridae

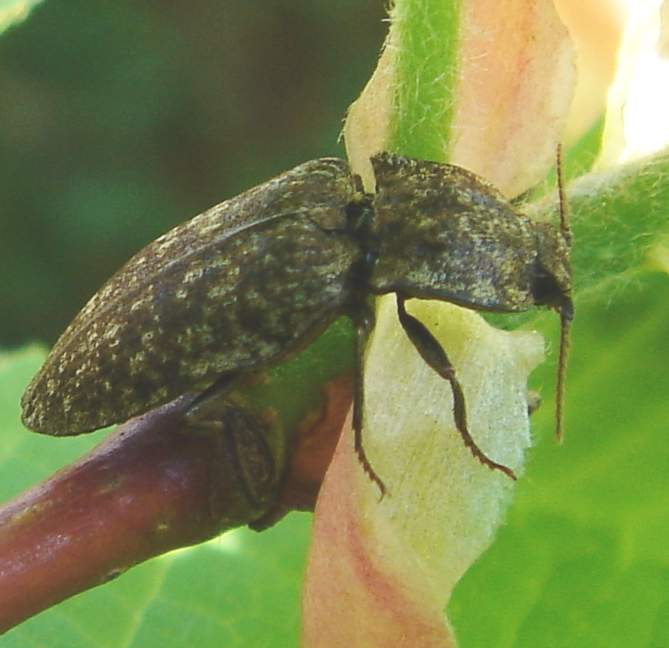
Alaus murina
Elateridae

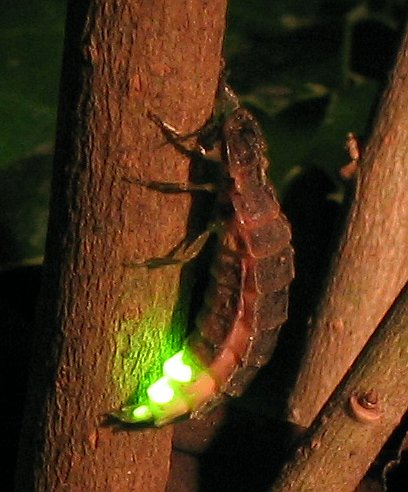
Lampyris noctiluca
Lampyridae

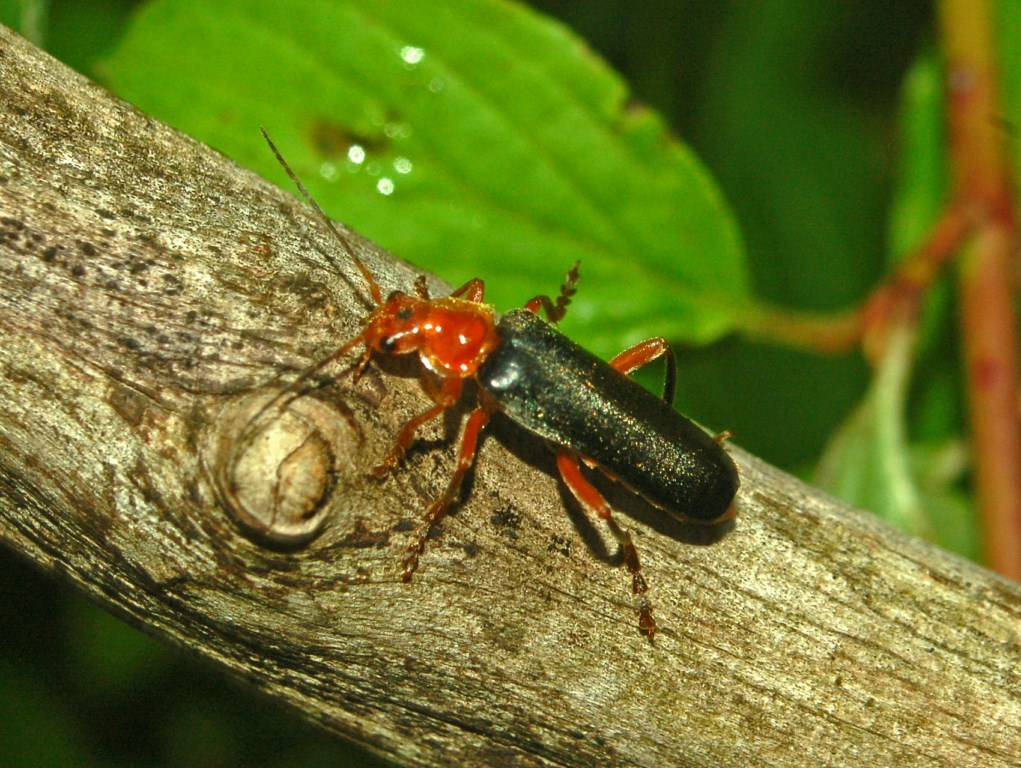
Cantharis livida
Cantharidae

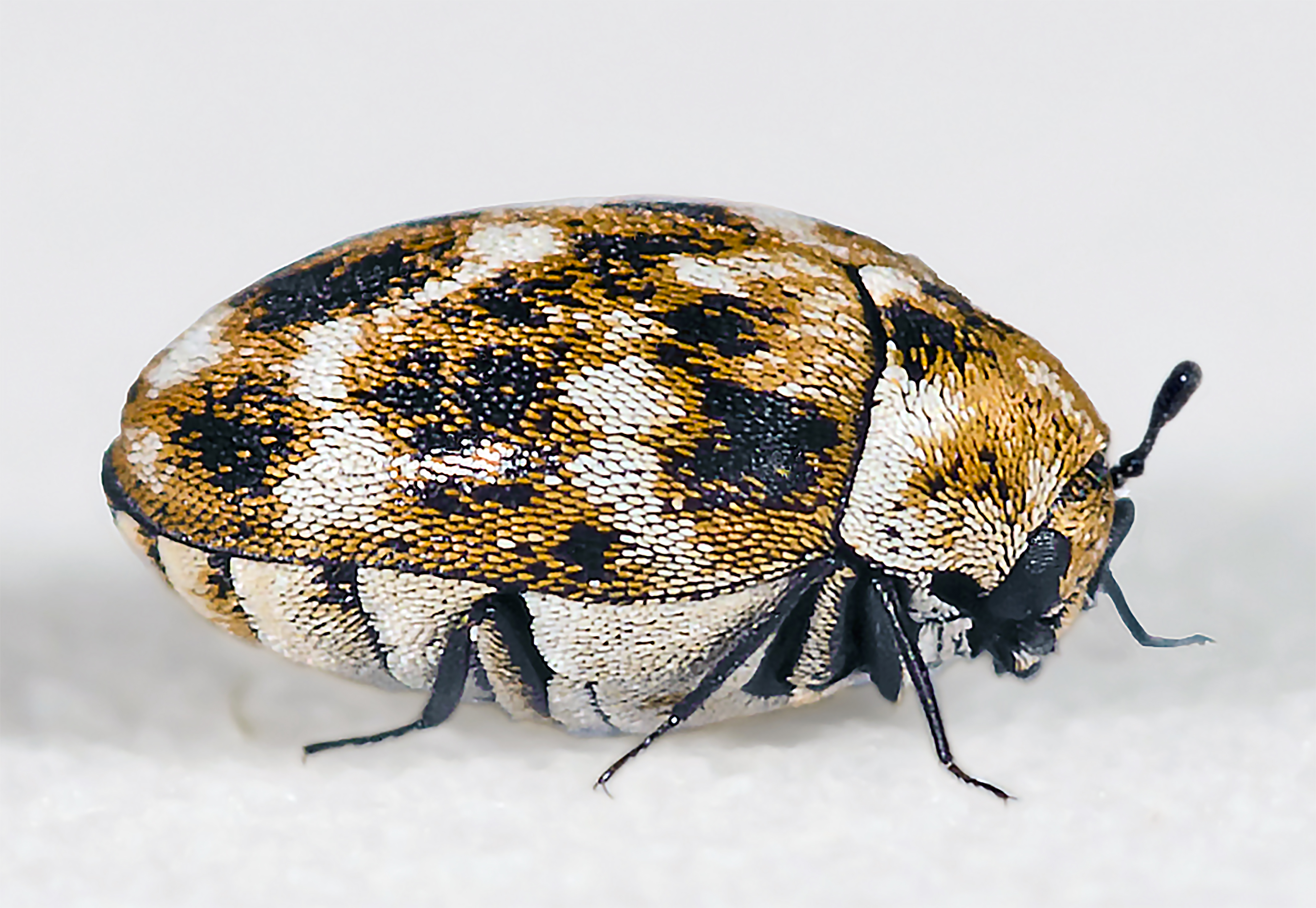
Anthrenus verbasci
Dermestidae

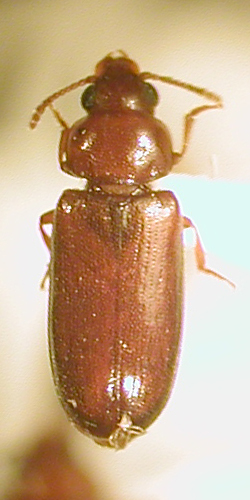
Pharaxonotha esperanzae
Erotylidae

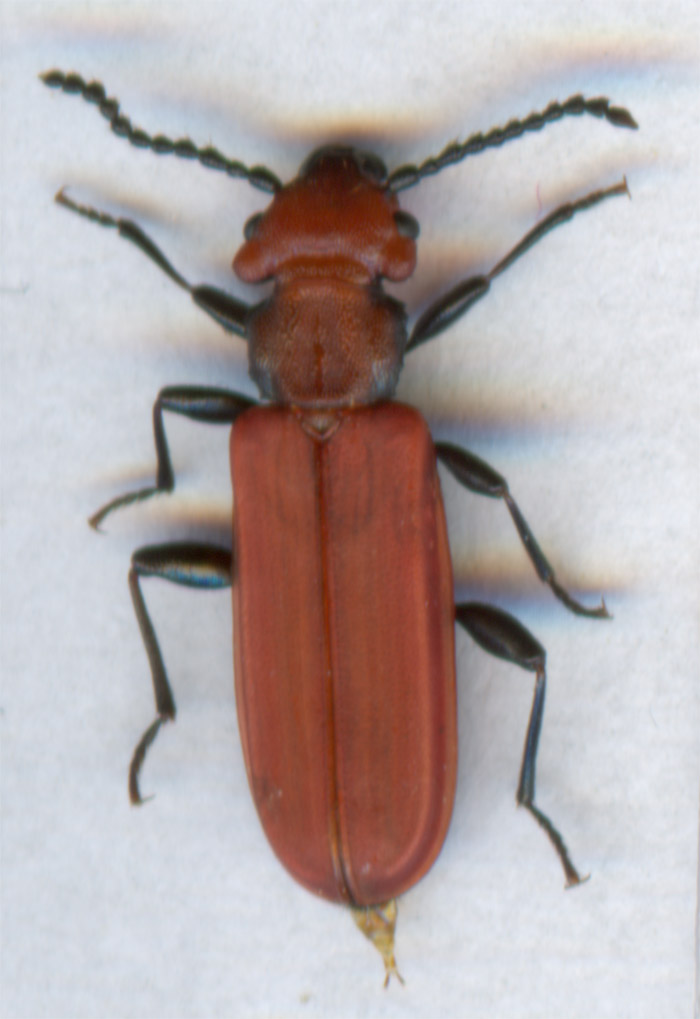
Cucujus sp.
Cucujidae

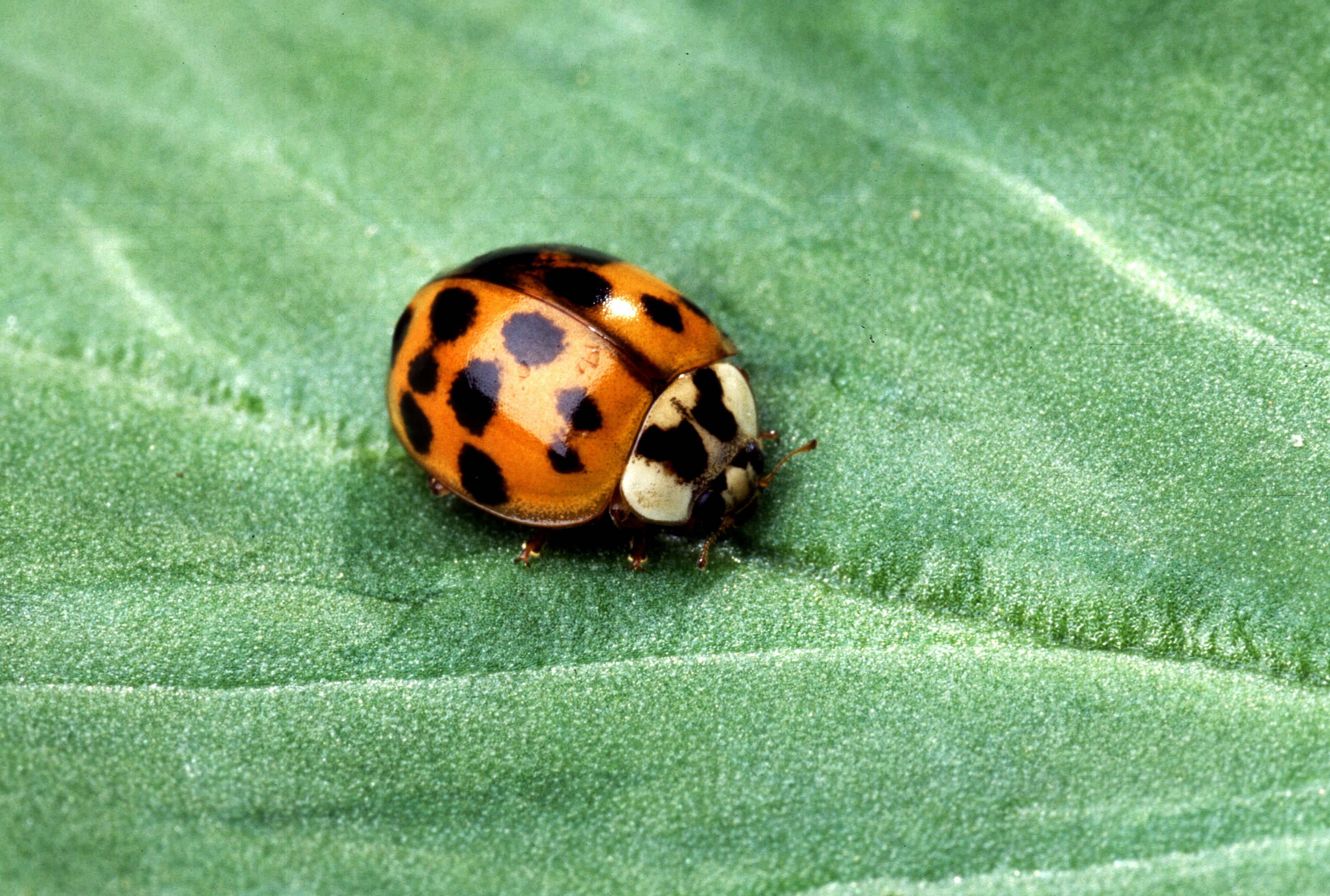
Harmonia axyridis
Coccinellidae

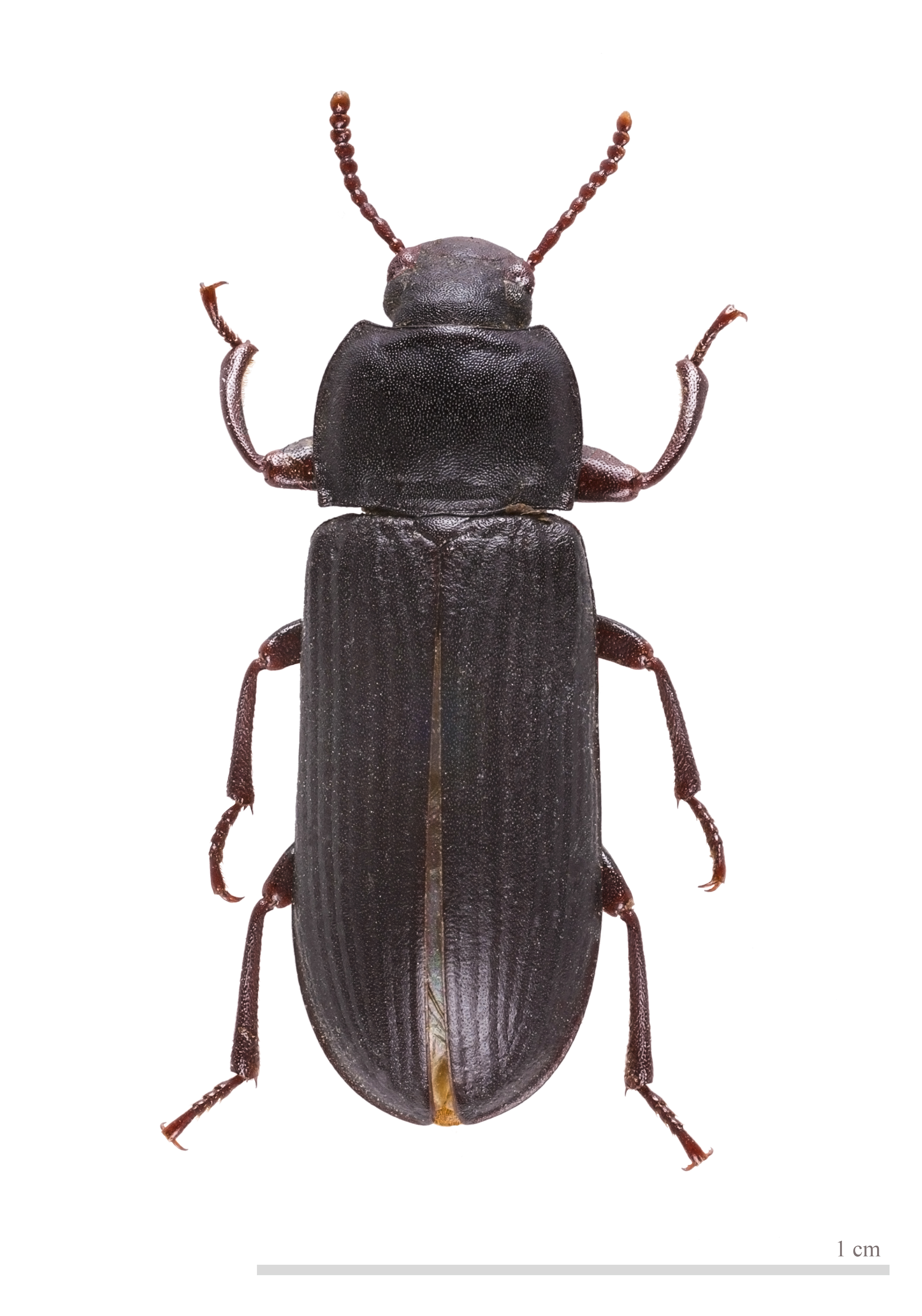
Tenebrio molitor
Tenebrionidae

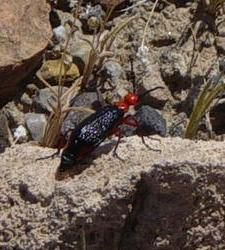
Lytta magister
Meloidae

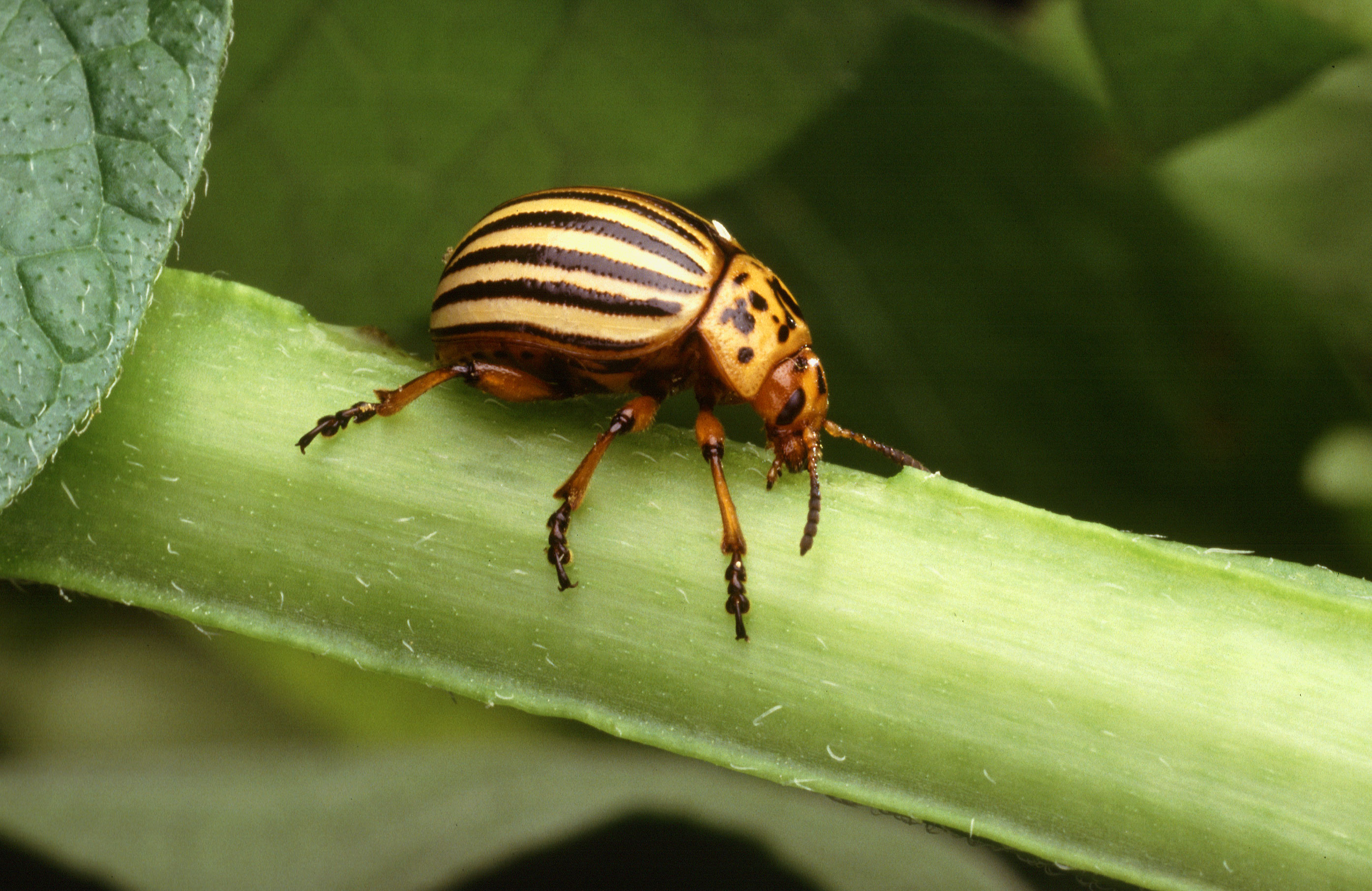
Leptinotarsa decemlineata
Chrysomelidae

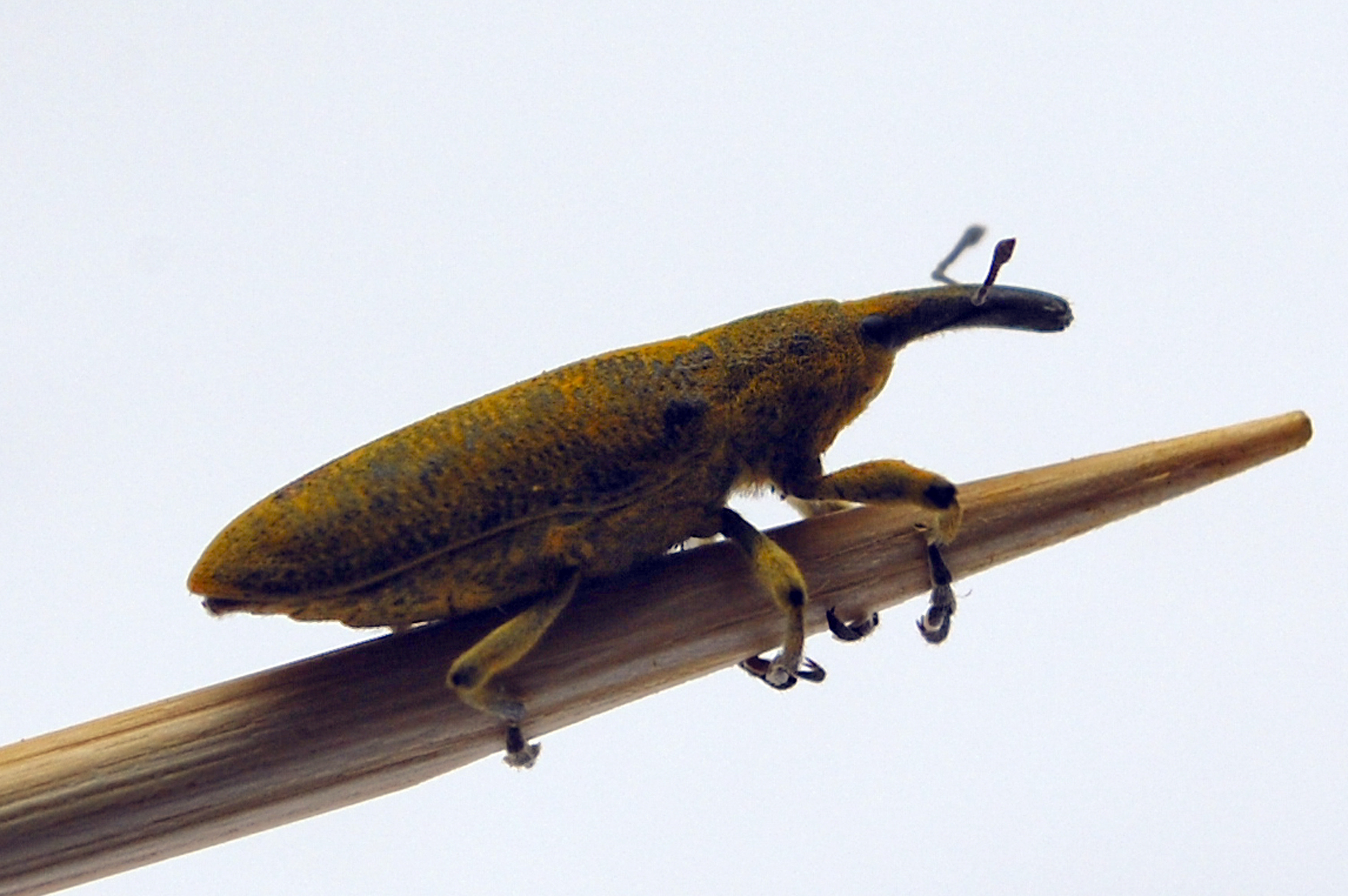
Lixus pulverulentus
Curculionidae

  - Superfamiglia †Tshekardocoleoidea Rohdendorf, 1944
    - Famiglia †Tshekardocoleidae Rohdendorf, 1944
    - Famiglia †Labradorocoleidae Ponomarenko, 1969
    - Famiglia †Oborocoleidae Kukalová, 1969

  - Superfamiglia †Permocupedoidea Martynov, 1933
    - Famiglia †Permocupedidae Martynov, 1933
    - Famiglia †Taldycupedidae Rohdendorf, 1961

  - Superfamiglia †Permosynoidea Tillyard, 1924
    - Famiglia †Ademosynidae Ponomarenko, 1968
    - Famiglia †Permosynidae Tillyard, 1924

- Sottordine Archostemata
  - Famiglia Crowsoniellidae Iablokoff-Khnzorian, 1983
  - Famiglia Cupedidae Laporte, 1836
  - Famiglia Micromalthidae Barber, 1913
  - Famiglia Ommatidae Sharp and Muir, 1912
  - Famiglia Jurodidae Ponomarenko, 1985
  - Famiglia †Triadocupedidae Ponomarenko, 1966
  - Famiglia †Magnocoleidae Hong, 1998
  - Famiglia †Obrieniidae Zherikhin and Gratshev, 1994

- Sottordine Myxophaga
  - Superfamiglia †Asiocoleoidea Rohdendorf, 1961
    - Famiglia †Asiocoleidae Rohdendorf, 1961
    - Famiglia †Tricoleidae Ponomarenko, 1969

  - Superfamiglia †Rhombocoleoidea Rohdendorf, 1961
    - Famiglia †Rhombocoleidae Rohdendorf, 1961

  - Superfamiglia †Schizophoroidea Ponomarenko, 1968
    - Famiglia †Schizophoridae Ponomarenko, 1968
    - Famiglia †Catiniidae Ponomarenko, 1968
    - Famiglia †Schizocoleidae Rohdendorf, 1961

  - Superfamiglia Lepiceroidea Hinton, 1936 (1882)
    - Famiglia Lepiceridae Hinton, 1936 (1882)

  - Superfamiglia Sphaeriusoidea Erichson, 1845
    - Famiglia Torridincolidae Steffan, 1964
    - Famiglia Hydroscaphidae LeConte, 1874
    - Famiglia Sphaeriusidae Erichson, 1845

- Sottordine Adephaga
  - Famiglia †Tritarsidae Hong, 2002
  - Famiglia Gyrinidae Latreille, 1810
  - Famiglia Trachypachidae Thomson, 1857
  - Famiglia Rhysodidae Laporte, 1840
  - Famiglia Carabidae Latreille, 1802
  - Famiglia Haliplidae Aubé, 1836
  - Famiglia †Triaplidae Ponomarenko, 1977
  - Famiglia †Colymbotethidae Ponomarenko, 1994
  - Famiglia †Parahygrobiidae Ponomarenko, 1977
  - Famiglia †Coptoclavidae Ponomarenko, 1961
  - Famiglia †Liadytidae Ponomarenko, 1977
  - Famiglia Meruidae Spangler and Steiner, 2005
  - Famiglia Noteridae Thomson, 1860
  - Famiglia Amphizoidae LeConte, 1853
  - Famiglia Aspidytidae Ribera, Beutel, Balke and Vogler, 2002
  - Famiglia Hygrobiidae Régimbart, 1879 (1837)
  - Famiglia Dytiscidae Leach, 1815

- Sottordine Polyphaga
  - Infraordine Staphyliniformia
    - Superfamiglia Hydrophiloidea Latreille, 1802
      - Famiglia Hydrophilidae Latreille, 1802
      - Famiglia Sphaeritidae Shuckard, 1839
      - Famiglia Synteliidae Lewis, 1882
      - Famiglia Histeridae Gyllenhal, 1808

    - Superfamiglia Staphylinoidea Latreille, 1802
      - Famiglia Hydraenidae Mulsant, 1844
      - Famiglia Ptiliidae Erichson, 1845
      - Famiglia Agyrtidae Thomson, 1859
      - Famiglia Leiodidae Fleming, 1821
      - Famiglia Silphidae Latreille, 1806
      - Famiglia Staphylinidae Latreille, 1802

  - Infraordine Scarabaeiformia
    - Superfamiglia Scarabaeoidea Latreille, 1802
      - Famiglia Pleocomidae LeConte, 1861
      - Famiglia Geotrupidae Latreille, 1802
      - Famiglia Belohinidae Paulian, 1959
      - Famiglia Passalidae Leach, 1815
      - Famiglia Trogidae MacLeay, 1819
      - Famiglia Glaresidae Kolbe, 1905
      - Famiglia Diphyllostomatidae Holloway, 1972
      - Famiglia Lucanidae Latreille, 1804
      - Famiglia Ochodaeidae Mulsant and Rey, 1871
      - Famiglia Hybosoridae Erichson, 1847
      - Famiglia Glaphyridae MacLeay, 1819
      - Famiglia Scarabaeidae Latreille, 1802
      - Famiglia †Coprinisphaeridae Genise, 2004
      - Famiglia †Pallichnidae Genise, 2004

  - Infraordine Elateriformia
    - Superfamiglia Scirtoidea Fleming, 1821
      - Famiglia Decliniidae Nikitsky, Lawrence, Kirejtshuk and Gratshev, 1994
      - Famiglia Eucinetidae Lacordaire, 1857
      - Famiglia Clambidae Fischer von Waldheim, 1821
      - Famiglia Scirtidae Fleming, 1821
      - Famiglia †Elodophthalmidae Kirejtshuk and Azar, 2008
      - Famiglia †Mesocinetidae Kirejtshuk and Ponomarenko, 2010

    - Superfamiglia Dascilloidea Guérin-Méneville, 1843 (1834)
      - Famiglia Dascillidae Guérin-Méneville, 1843 (1834)
      - Famiglia Rhipiceridae Latreille, 1834

    - Superfamiglia Buprestoidea Leach, 1815
      - Famiglia Schizopodidae LeConte, 1859
      - Famiglia Buprestidae Leach, 1815

    - Superfamiglia Byrrhoidea Latreille, 1804
      - Famiglia Byrrhidae Latreille, 1804
      - Famiglia Elmidae Curtis, 1830
      - Famiglia Dryopidae Billberg, 1820 (1817)
      - Famiglia Lutrochidae Kasap and Crowson, 1975
      - Famiglia Limnichidae Erichson, 1846
      - Famiglia Heteroceridae MacLeay, 1825
      - Famiglia Psephenidae Lacordaire, 1854
      - Famiglia Cneoglossidae Champion, 1897
      - Famiglia Ptilodactylidae Laporte, 1836
      - Famiglia Podabrocephalidae Pic, 1930
      - Famiglia Chelonariidae Blanchard, 1845
      - Famiglia Eulichadidae Crowson, 1973
      - Famiglia Callirhipidae Emden, 1924

    - Superfamiglia Elateroidea Leach, 1815
      - Famiglia Rhinorhipidae Lawrence, 1988
      - Famiglia Artematopodidae Lacordaire, 1857
      - Famiglia Brachypsectridae LeConte and Horn, 1883
      - Famiglia Cerophytidae Latreille, 1834
      - Famiglia Eucnemidae Eschscholtz, 1829
      - Famiglia Throscidae Laporte, 1840 nomen protectum
      - Famiglia †Praelateriidae Dolin, 1973
      - Famiglia Elateridae Leach, 1815
      - Famiglia Plastoceridae Crowson, 1972
      - Famiglia Drilidae Blanchard, 1845
      - Famiglia Omalisidae Lacordaire, 1857
      - Famiglia †Berendtimiridae Winkler, 1987
      - Famiglia Lycidae Laporte, 1836
      - Famiglia Telegeusidae Leng, 1920
      - Famiglia Phengodidae LeConte, 1861
      - Famiglia Rhagophthalmidae Olivier, 1907
      - Famiglia Lampyridae Rafinesque, 1815
      - Famiglia Omethidae LeConte, 1861
      - Famiglia Cantharidae Imhoff, 1856 (1815)

  - Infraordine Derodontiformia
    - Superfamiglia Derodontoidea LeConte, 1861
      - Famiglia Derodontidae LeConte, 1861
      - Famiglia Nosodendridae Erichson, 1846
      - Famiglia Jacobsoniidae Heller, 1926

  - Infraordine Bostrichiformia
    - Superfamiglia Bostrichoidea Latreille, 1802
      - Famiglia Dermestidae Latreille, 1804
      - Famiglia Endecatomidae LeConte, 1861
      - Famiglia Bostrichidae Latreille, 1802
      - Famiglia Ptinidae Latreille, 1802

  - Infraordine Cucujiformia
    - Superfamiglia Lymexyloidea Fleming, 1821
      - Famiglia Lymexylidae Fleming, 1821

    - Superfamiglia Cleroidea Latreille, 1802
      - Famiglia Phloiophilidae Kiesenwetter, 1863
      - Famiglia Trogossitidae Latreille, 1802
      - Famiglia Chaetosomatidae Crowson, 1952
      - Famiglia Metaxinidae Kolibáč, 2004
      - Famiglia Thanerocleridae Chapin, 1924
      - Famiglia Cleridae Latreille, 1802
      - Famiglia Acanthocnemidae Crowson, 1964
      - Famiglia Phycosecidae Crowson, 1952
      - Famiglia Prionoceridae Lacordaire, 1857
      - Famiglia Mauroniscidae Majer, 1995
      - Famiglia Melyridae Leach, 1815

    - Superfamiglia Cucujoidea Latreille, 1802
      - Famiglia †Parandrexidae Kirejtshuk, 1994
      - Famiglia †Sinisilvanidae Hong, 2002
      - Famiglia Boganiidae Sen Gupta and Crowson, 1966
      - Famiglia Byturidae Gistel, 1848
      - Famiglia Helotidae Chapuis, 1876
      - Famiglia Protocucujidae Crowson, 1954
      - Famiglia Sphindidae Jacquelin du Val, 1860
      - Famiglia Biphyllidae LeConte, 1861
      - Famiglia Erotylidae Latreille, 1802
      - Famiglia Monotomidae Laporte, 1840
      - Famiglia Hobartiidae Sen Gupta and Crowson, 1966
      - Famiglia Cryptophagidae Kirby, 1826
      - Famiglia Agapythidae Sen Gupta and Crowson, 1969
      - Famiglia Priasilphidae Crowson, 1973
      - Famiglia Phloeostichidae Reitter, 1911
      - Famiglia Silvanidae Kirby, 1837
      - Famiglia Cucujidae Latreille, 1802
      - Famiglia Myraboliidae Lawrence and Britton, 1991
      - Famiglia Cavognathidae Sen Gupta and Crowson, 1966
      - Famiglia Lamingtoniidae Sen Gupta and Crowson, 1969
      - Famiglia Passandridae Blanchard, 1845
      - Famiglia Phalacridae Leach, 1815
      - Famiglia Propalticidae Crowson, 1952
      - Famiglia Laemophloeidae Ganglbauer, 1899
      - Famiglia Tasmosalpingidae Lawrence and Britton, 1991
      - Famiglia Cyclaxyridae Gimmel, Leschen and Ślipiński, 2009
      - Famiglia Kateretidae Kirby, 1837
      - Famiglia Nitidulidae Latreille, 1802
      - Famiglia Smicripidae Horn, 1880
      - Famiglia Bothrideridae Erichson, 1845
      - Famiglia Cerylonidae Billberg, 1820
      - Famiglia Alexiidae Imhoff, 1856
      - Famiglia Discolomatidae Horn, 1878
      - Famiglia Endomychidae Leach, 1815
      - Famiglia Coccinellidae Latreille, 1807
      - Famiglia Corylophidae LeConte, 1852
      - Famiglia Akalyptoischiidae Lord, Hartley, Lawrence, McHugh and Miller, 2010
      - Famiglia Latridiidae Erichson, 1842

    - Superfamiglia Tenebrionoidea Latreille, 1802
      - Famiglia Mycetophagidae Leach, 1815
      - Famiglia Archeocrypticidae Kaszab, 1964
      - Famiglia Pterogeniidae Crowson, 1953
      - Famiglia Ciidae Leach, 1819
      - Famiglia Tetratomidae Billberg, 1820
      - Famiglia Melandryidae Leach, 1815
      - Famiglia Mordellidae Latreille, 1802
      - Famiglia Ripiphoridae Gemminger, 1870 (1855)
      - Famiglia Zopheridae Solier, 1834
      - Famiglia Ulodidae Pascoe, 1869
      - Famiglia Promecheilidae Lacordaire, 1859
      - Famiglia Chalcodryidae Watt, 1974
      - Famiglia Trachelostenidae Lacordaire, 1859
      - Famiglia Tenebrionidae Latreille, 1802
      - Famiglia Prostomidae Thomson, 1859
      - Famiglia Synchroidae Lacordaire, 1859
      - Famiglia Stenotrachelidae Thomson, 1859
      - Famiglia Oedemeridae Latreille, 1810
      - Famiglia Meloidae Gyllenhal, 1810
      - Famiglia Mycteridae Oken, 1843
      - Famiglia Boridae Thomson, 1859
      - Famiglia Trictenotomidae Blanchard, 1845
      - Famiglia Pythidae Solier, 1834
      - Famiglia Pyrochroidae Latreille, 1806
      - Famiglia Salpingidae Leach, 1815
      - Famiglia Anthicidae Latreille, 1819
      - Famiglia Aderidae Csiki, 1909
      - Famiglia Scraptiidae Gistel, 1848

    - Superfamiglia Chrysomeloidea Latreille, 1802
      - Famiglia Oxypeltidae Lacordaire, 1868
      - Famiglia Vesperidae Mulsant, 1839
      - Famiglia Disteniidae Thomson, 1861
      - Famiglia Cerambycidae Latreille, 1802
      - Famiglia Megalopodidae Latreille, 1802
      - Famiglia Orsodacnidae Thomson, 1859
      - Famiglia Chrysomelidae Latreille, 1802

    - Superfamiglia Curculionoidea Latreille, 1802
      - Famiglia Nemonychidae Bedel, 1882
      - Famiglia Anthribidae Billberg, 1820
      - Famiglia †Ulyanidae Zherikhin, 1993
      - Famiglia Belidae Schönherr, 1826
      - Famiglia Caridae Thompson, 1992
      - Famiglia Attelabidae Billberg, 1820
      - Famiglia Brentidae Billberg, 1820
      - Famiglia Dryophthoridae Schönherr, 1825
      - Famiglia Brachyceridae Billberg, 1820
      - Famiglia Curculionidae Latreille, 1802